# Volkswagen Group MLB (платформа)
Платформа Volkswagen Group MLB — це стратегія платформи компанії, оголошена в 2012 році, для спільної модульної конструкції її поздовжніх автомобілів з переднім розташуванням двигуна.
Він був розроблений компанією Audi і вперше представлений у 2007 році на Audi A5, потім, у хронологічному порядку, на Audi A4, Audi Q5, Audi A8, Audi A7, Audi A6, Porsche Macan і другому поколінні Audi Q7 (MLB Evo). До 2015 року лише Audi та Porsche використовували платформу MLB. У лютому 2016 року Volkswagen представив розкішний седан Phideon на базі MLB, створений і проданий виключно на китайському ринку.
Volkswagen Group продає стратегію під кодовою назвою MLB, що означає Modularer Längsbaukasten, що перекладається з німецької як «модульна поздовжня матриця». MLB — це одна стратегія в рамках загальної програми VW MB (Modulare Baukasten або модульна матриця), яка також включає подібну стратегію MQB для своїх транспортних засобів із поперечним розташуванням двигуна.
Хоча можна сказати, що модель використовує платформу MLB, це не стільки платформа сама по собі, скільки система для впровадження раціональності між різними платформами, які мають спільну орієнтацію на двигун — незалежно від моделі, розміру автомобіля чи марки. Таким чином, MLB використовує основну «матрицю» компонентів на різноманітних платформах — наприклад, загальне ядро для встановлення двигуна для всіх трансмісії (наприклад, бензинової, дизельної, природної газової, гібридної та чисто електричної). Єдине, що не змінюється, це педальний блок, брандмауер і розташування передніх коліс, а також кут нахилу лобового скла; Окрім цього, транспортний засіб можна розтягнути та сформувати відповідно до будь-якого типу кузова, діапазону розмірів або трансмісії. Окрім зменшення ваги, ця концепція дозволяє виготовляти різноманітні моделі, у тому числі від різних брендів компанії, на одному заводі, що додатково знижує витрати. Ульріх Хакенберг, колишній керівник відділу досліджень і розвитку Volkswagen, назвав MB «стратегічною зброєю».
Jalopnik сказав, що «найбільшою особливістю є однакове розташування всіх двигунів і трансмісій» і що «встановлюючи всі двигуни в одному місці (компанія) сподівається скоротити інженерні витрати та вагу/складність під час перенесення автомобіля до інших моделей».  Британський журнал Car сказав, що «ця ідея передвіщає повернення до основних принципів масового виробництва в галузі, де за останні 100 років складність вийшла з-під контролю. Створивши стандартизований взаємозамінний набір деталей, з яких можна будувати різноманітні автомобілі, (компанія) планує скоротити час, витрачений на виготовлення автомобіля, на 30%».

## Модульний поздовжній конструктор
- Audi A5 (Тип 8T/8F), 2007–2016[9]
- Audi Q5 (Тип 8R), 2008–2017[9][10]
- Audi A4 (B8) (Тип 8K), 2007–2016[9]
- Audi A8 (D4) (Тип 4H), 2010–2017 рр
- Audi A7 (Тип 4G), 2010–2017[9]
- Audi A6 (C7) (Тип 4G), 2011–2018[9]
- Porsche Macan (Тип 95B), 2013–тепер[11]
- Volkswagen Phideon (Тип 3E), 2016  –  теперішній час[12]

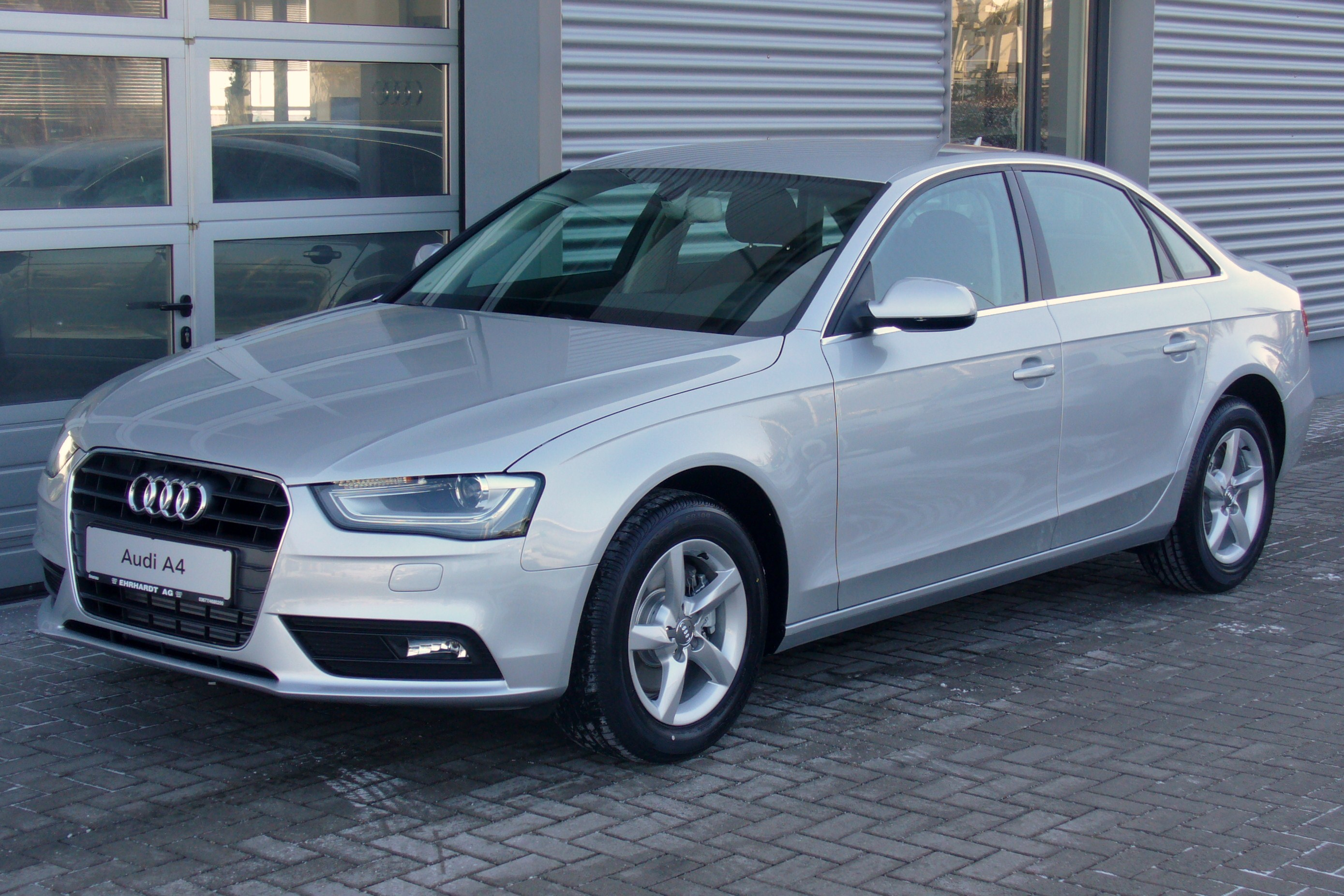
Audi A4
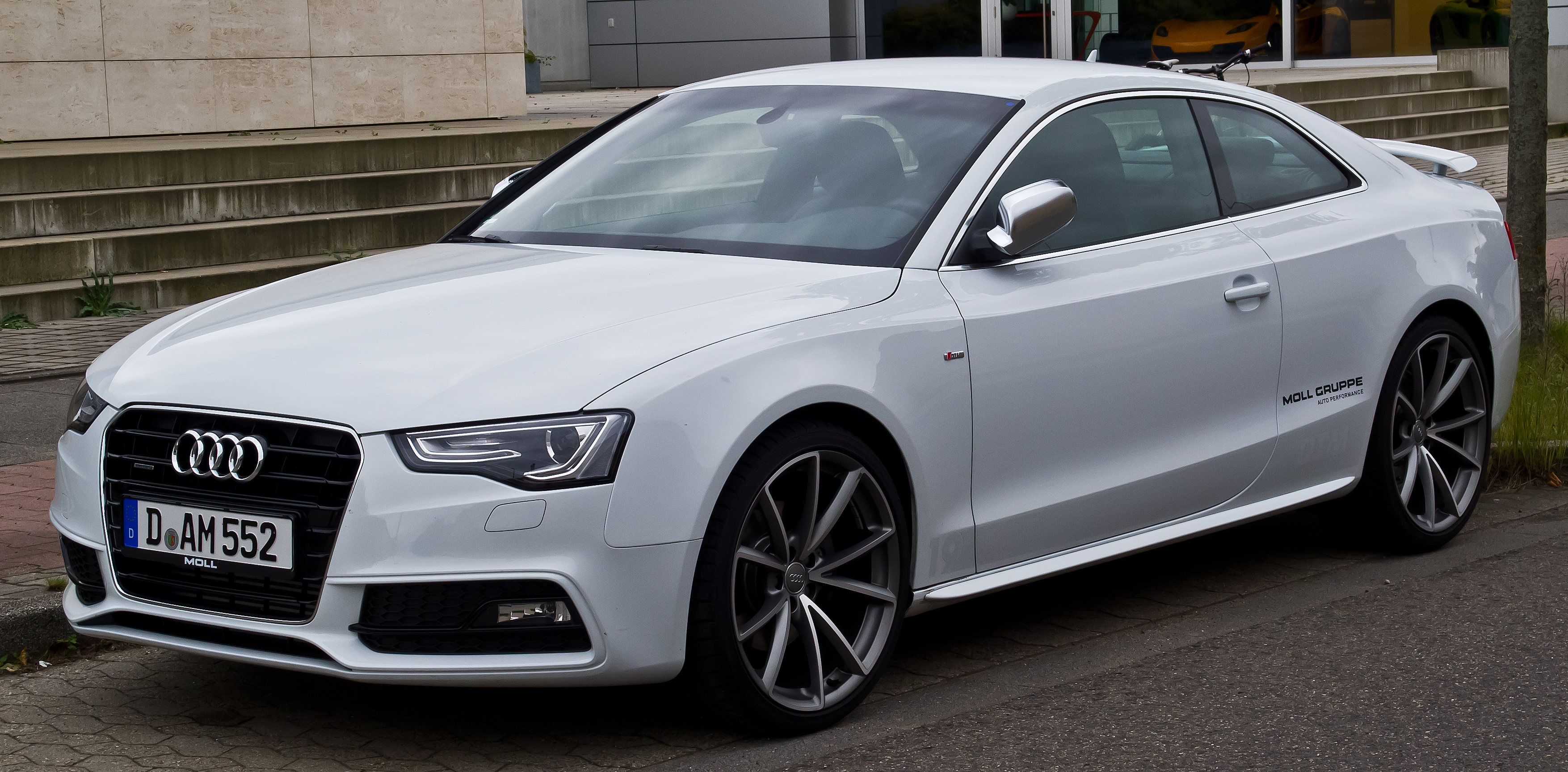
Audi A5 Coupe
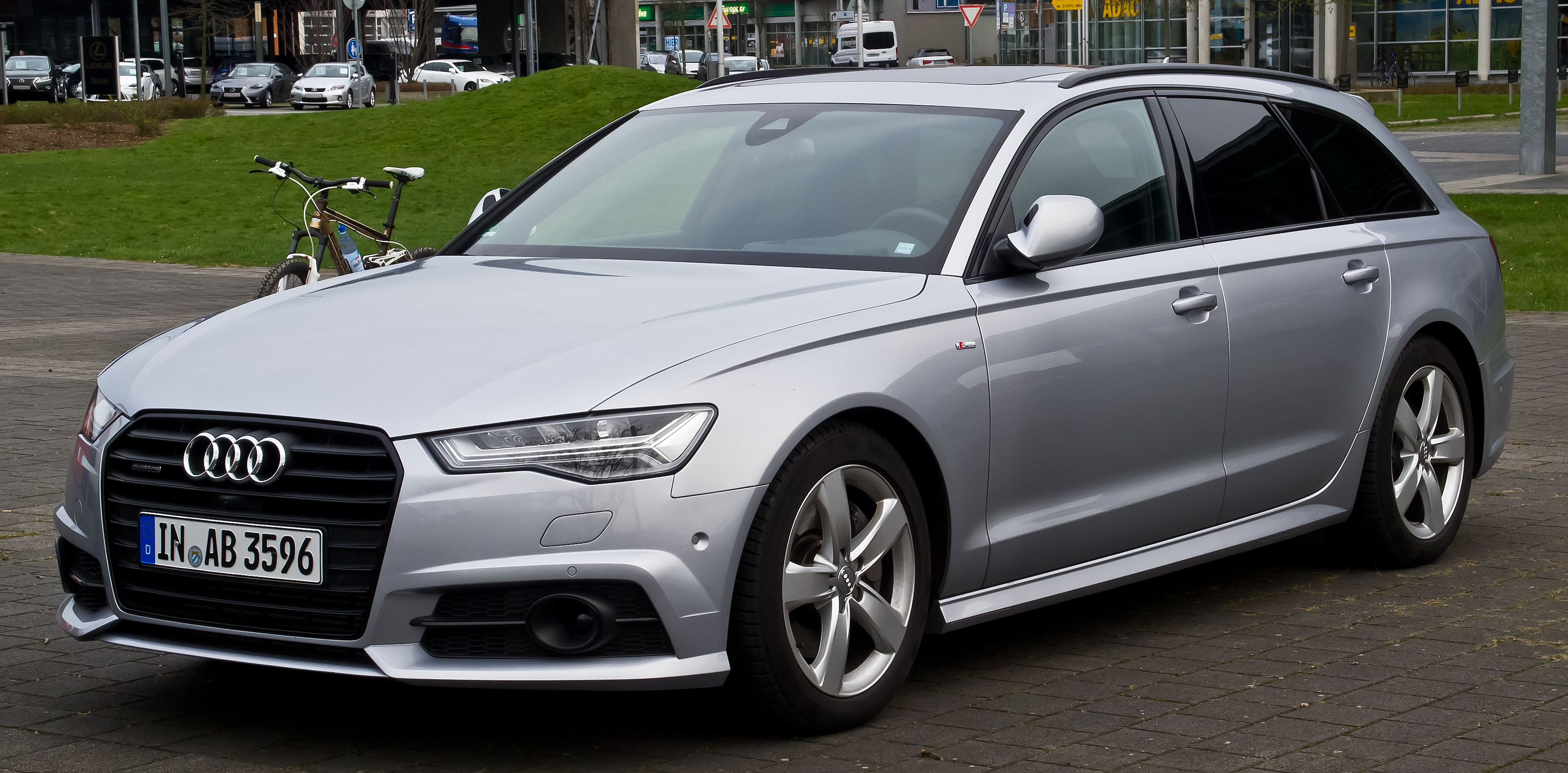
Audi A6 Avant
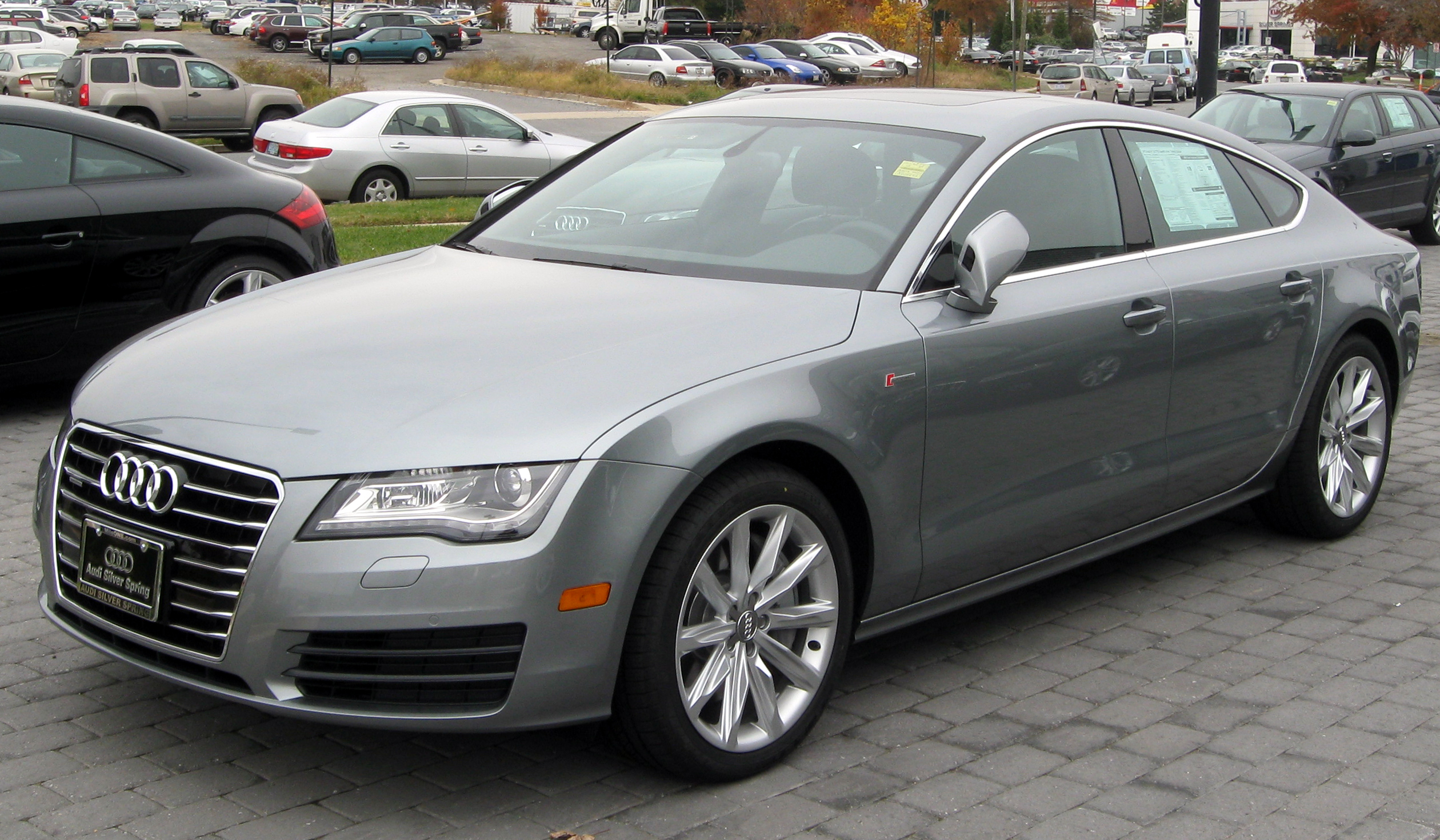
Audi A7
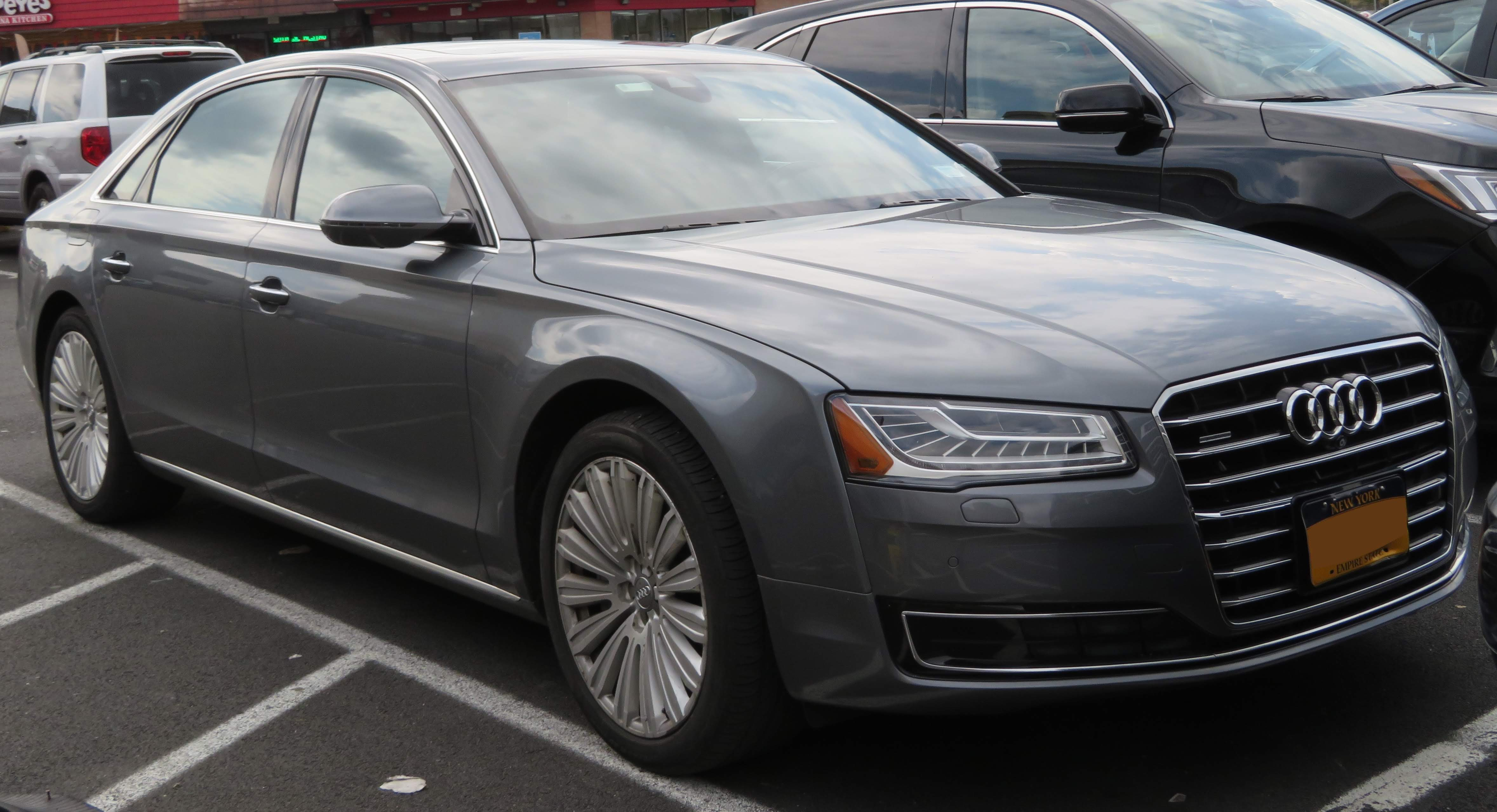
Audi A8
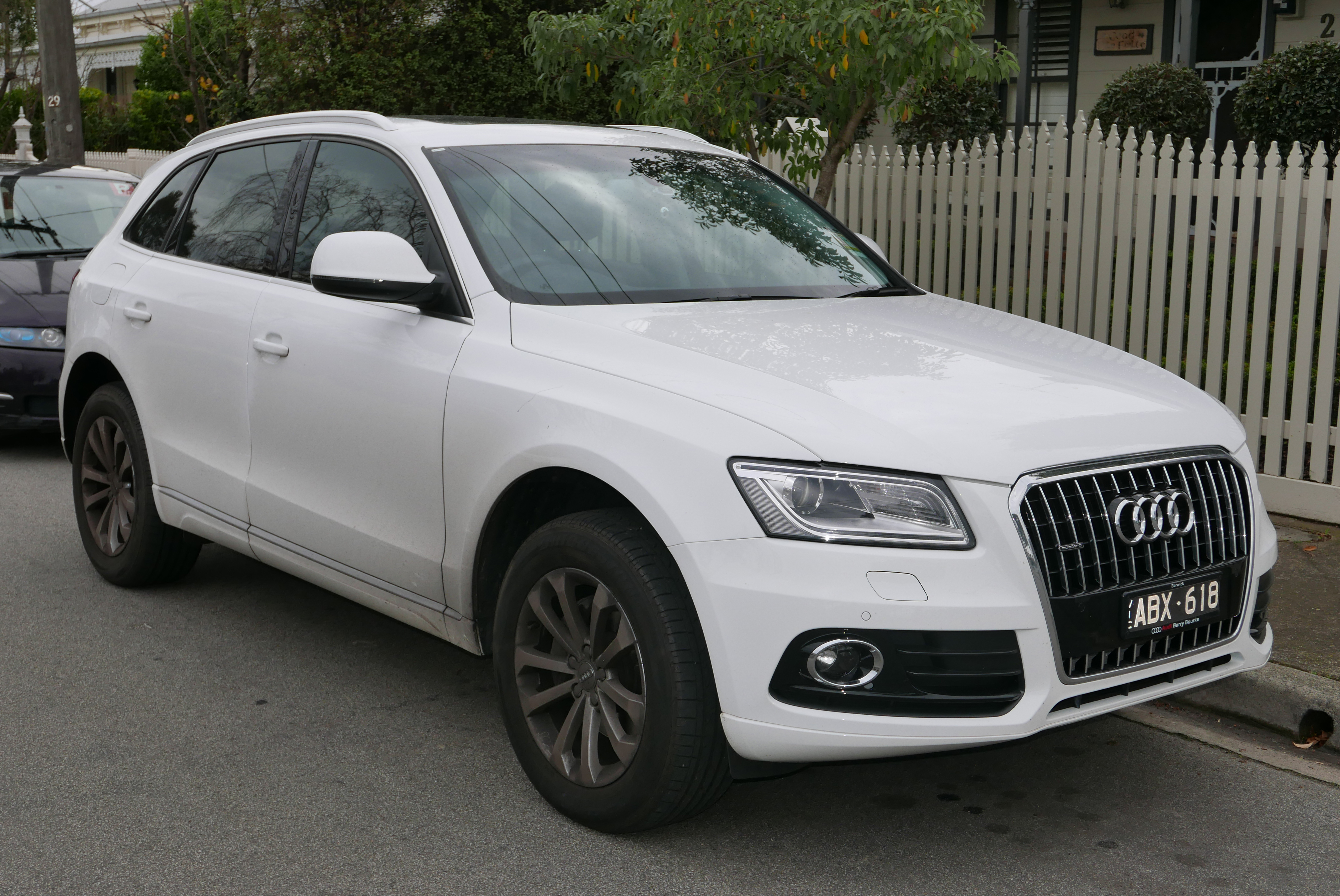
Audi Q5
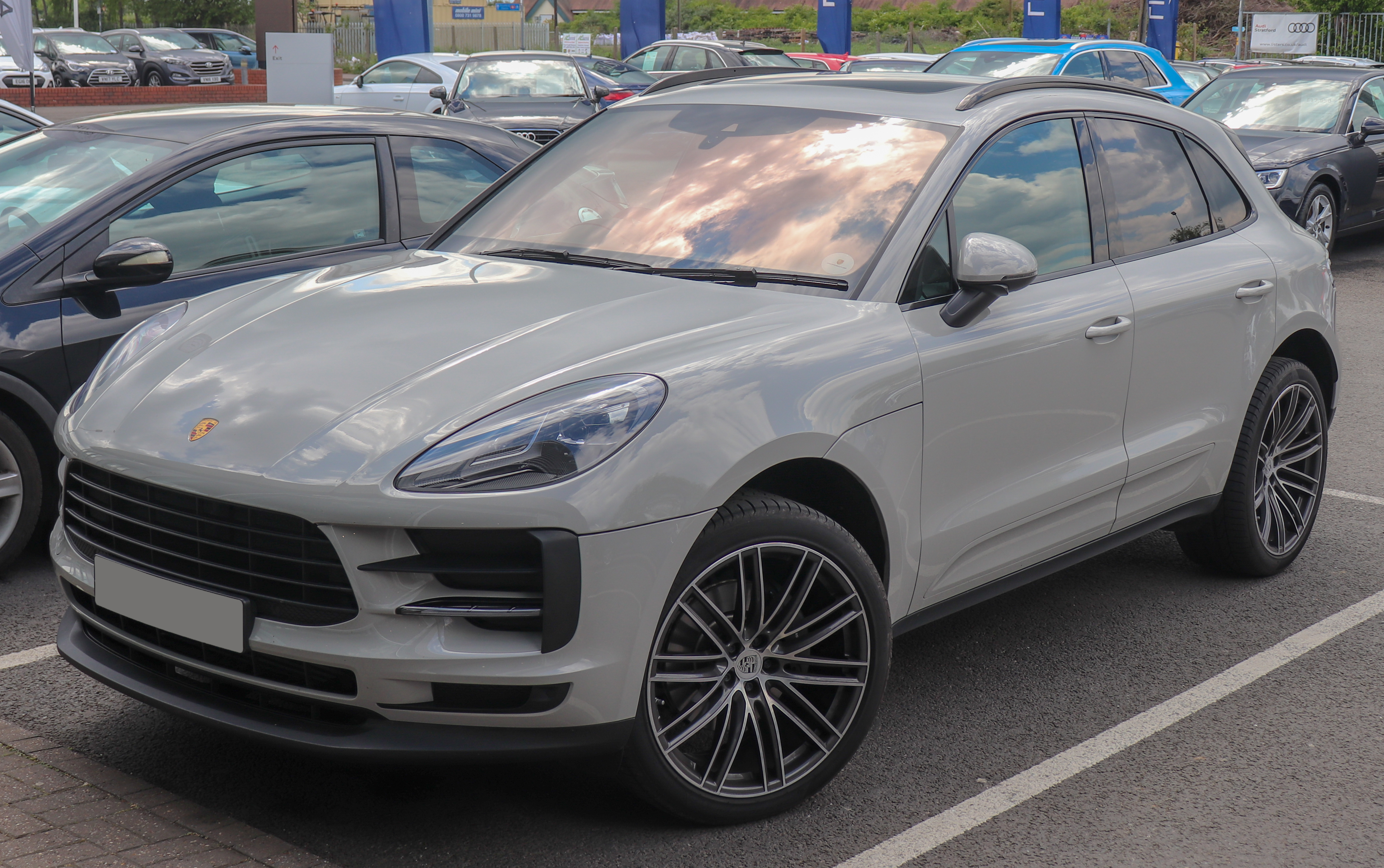
Porsche Macan
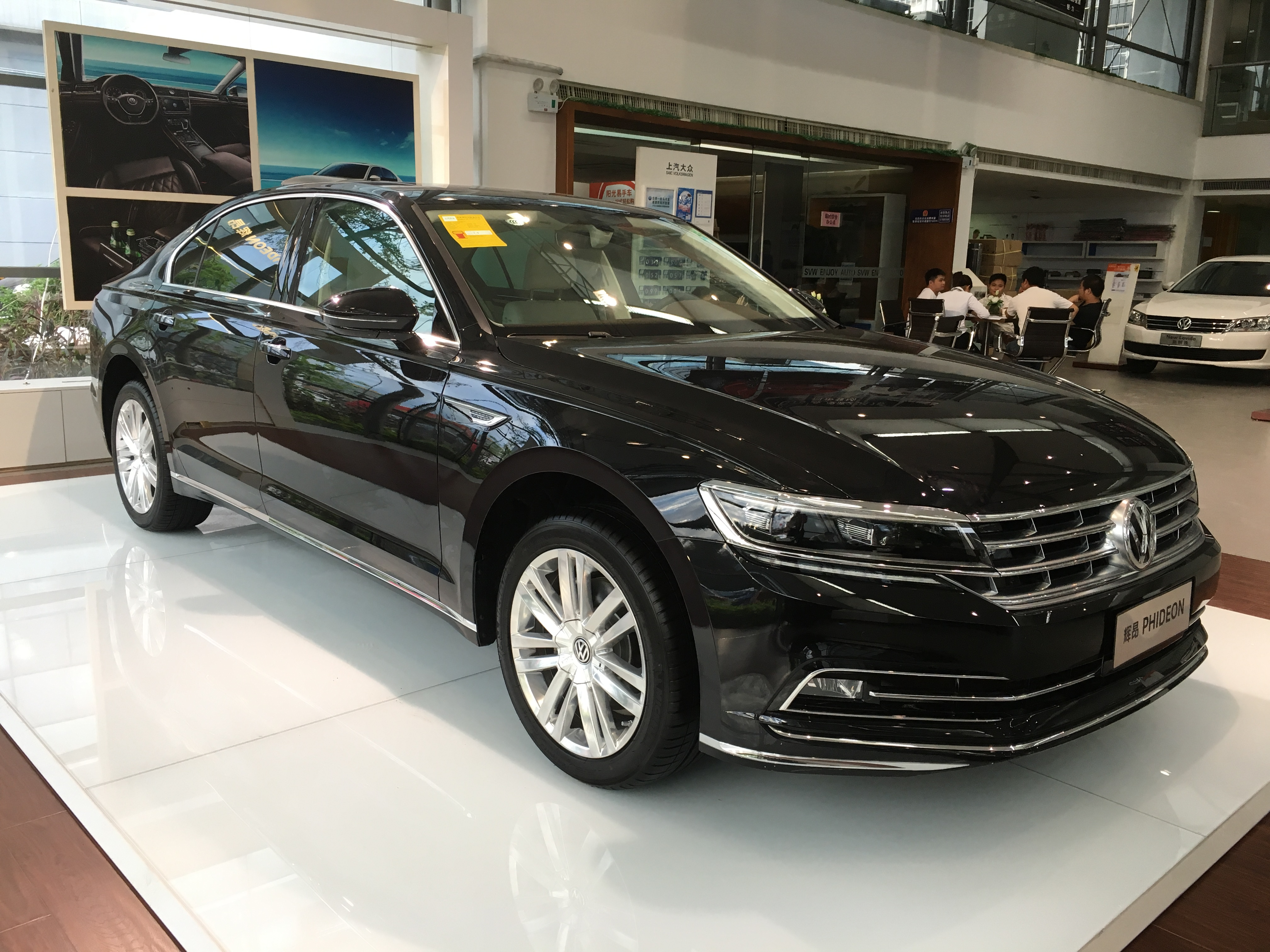
Volkswagen Phideon

## Модульний поздовжній конструктор Evo
- Audi Q7 (Тип 4M), 2015  –  по теперішній час
- Bentley Bentayga (Тип 4V), 2015  –  по теперішній час
- Audi A4 (Тип 8W), 2016  –  по теперішній час
- Audi A5 (Тип 8W6), 2016  –  по теперішній час
- Audi Q5 (Тип 80A), 2017  –  по теперішній час
- Audi A7 (Тип 4K8), 2017  –  по теперішній час
- Audi A8 (Тип 4N), 2017  –  по теперішній час
- Audi A6 (Тип 4K), 2018  –  по теперішній час
- Audi Q8 (Тип 4MN), 2018  –  по теперішній час
- Volkswagen Touareg (Тип CR), 2018  –  по теперішній час
- Audi Q8 e-tron (раніше Audi e-tron; Тип GE), 2018  –  теперішній час
- Lamborghini Urus, 2018  –  по теперішній час
- Porsche Cayenne (третє покоління) (Тип 9YA), 2018  –  теперішній час

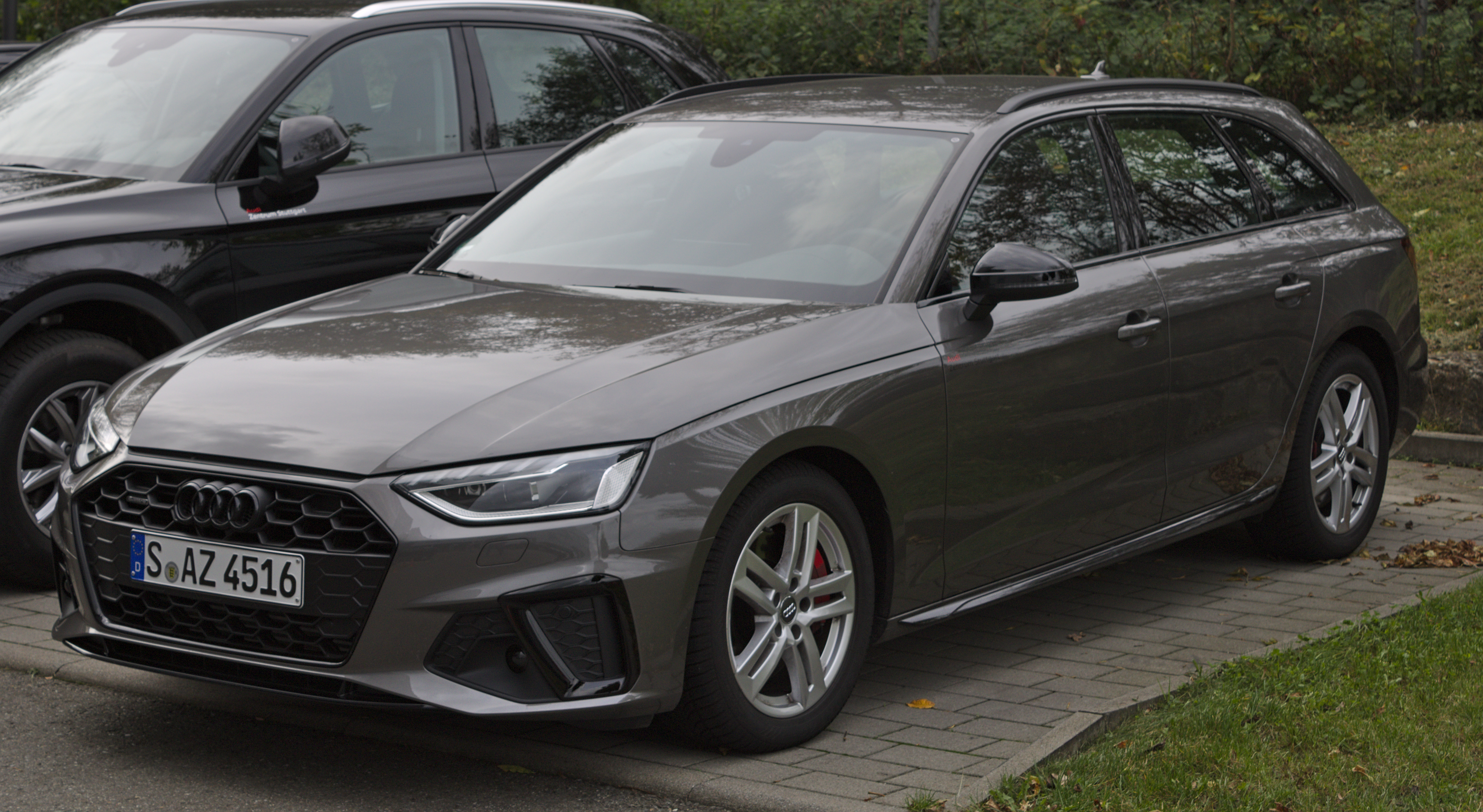
Audi A4 Avant
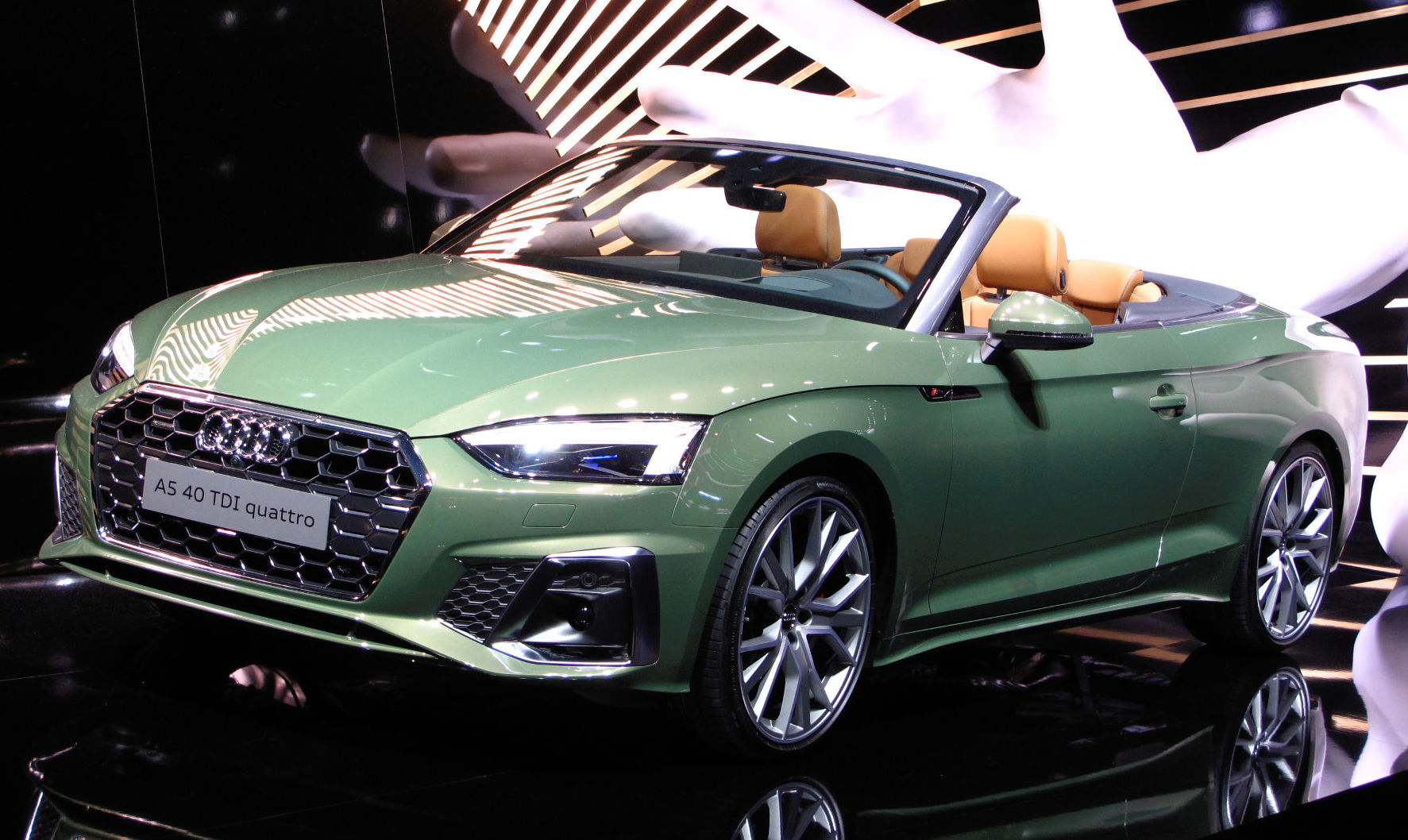
Audi A5 Cabriolet
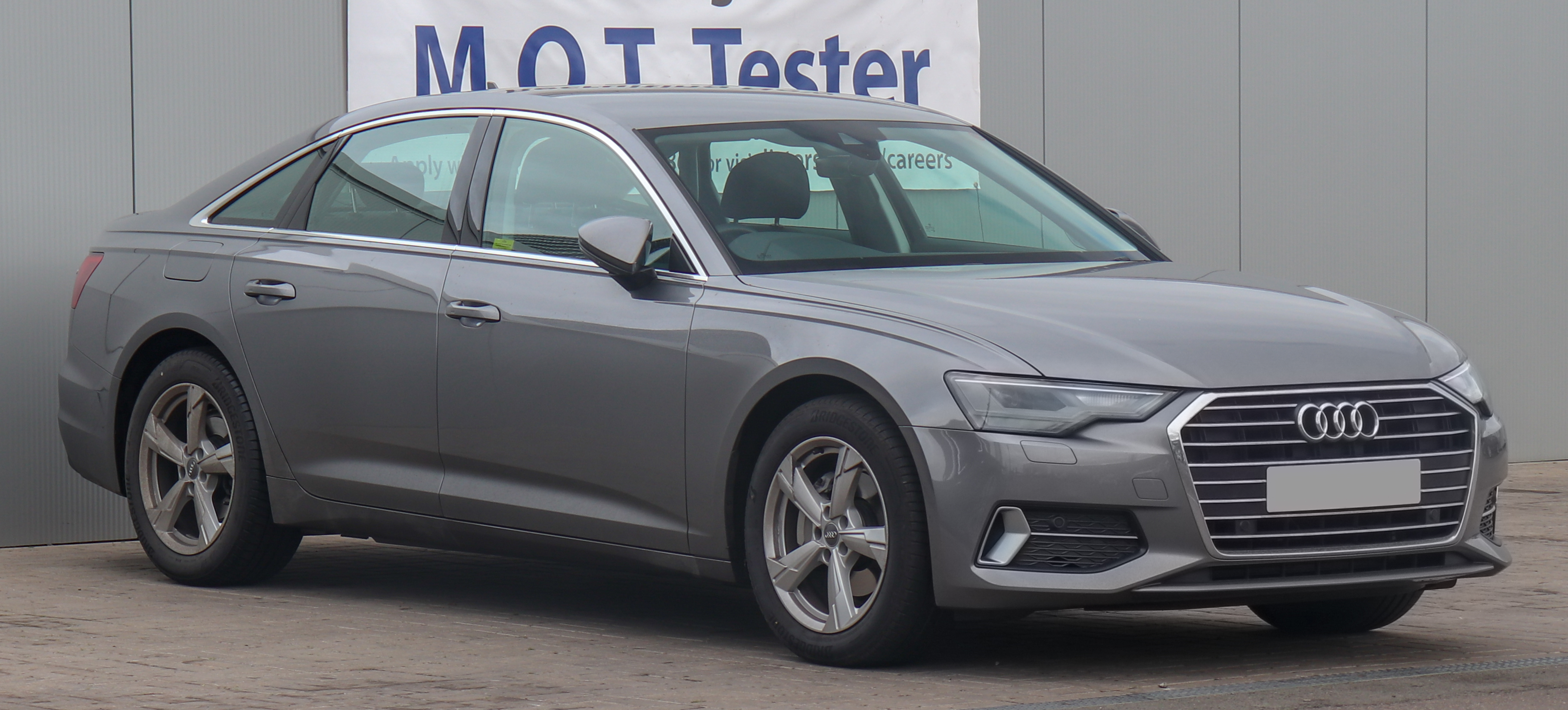
Audi A6
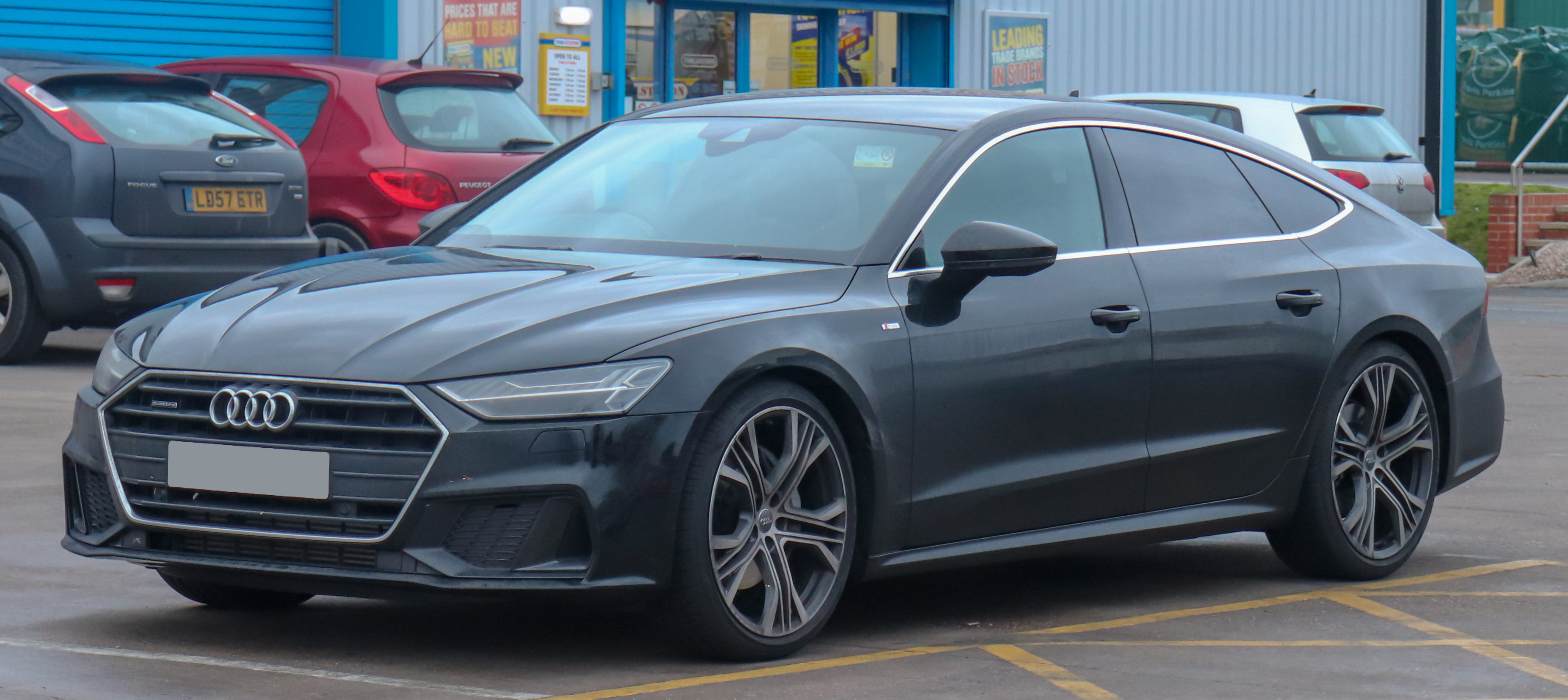
Audi A7
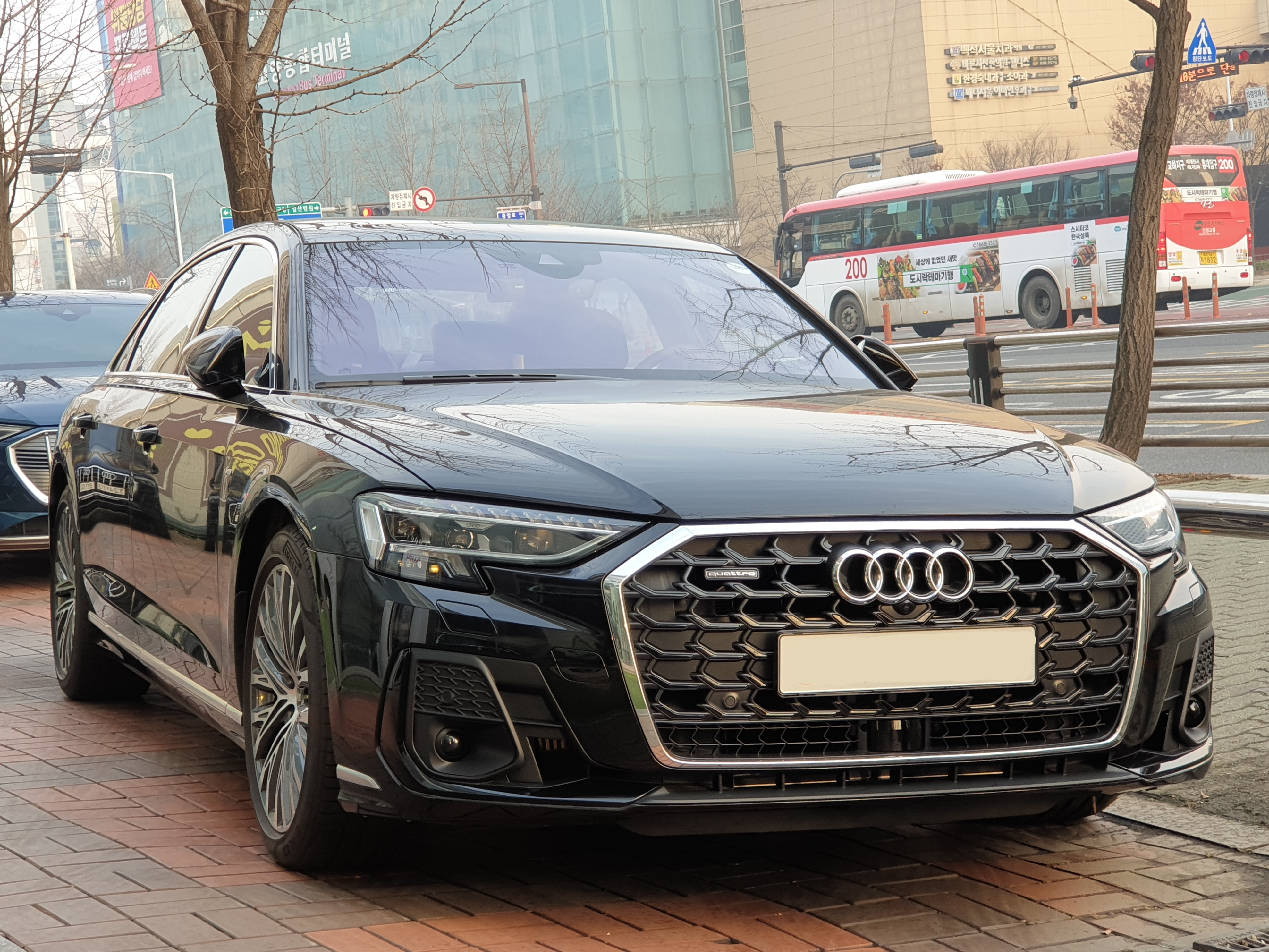
Audi A8
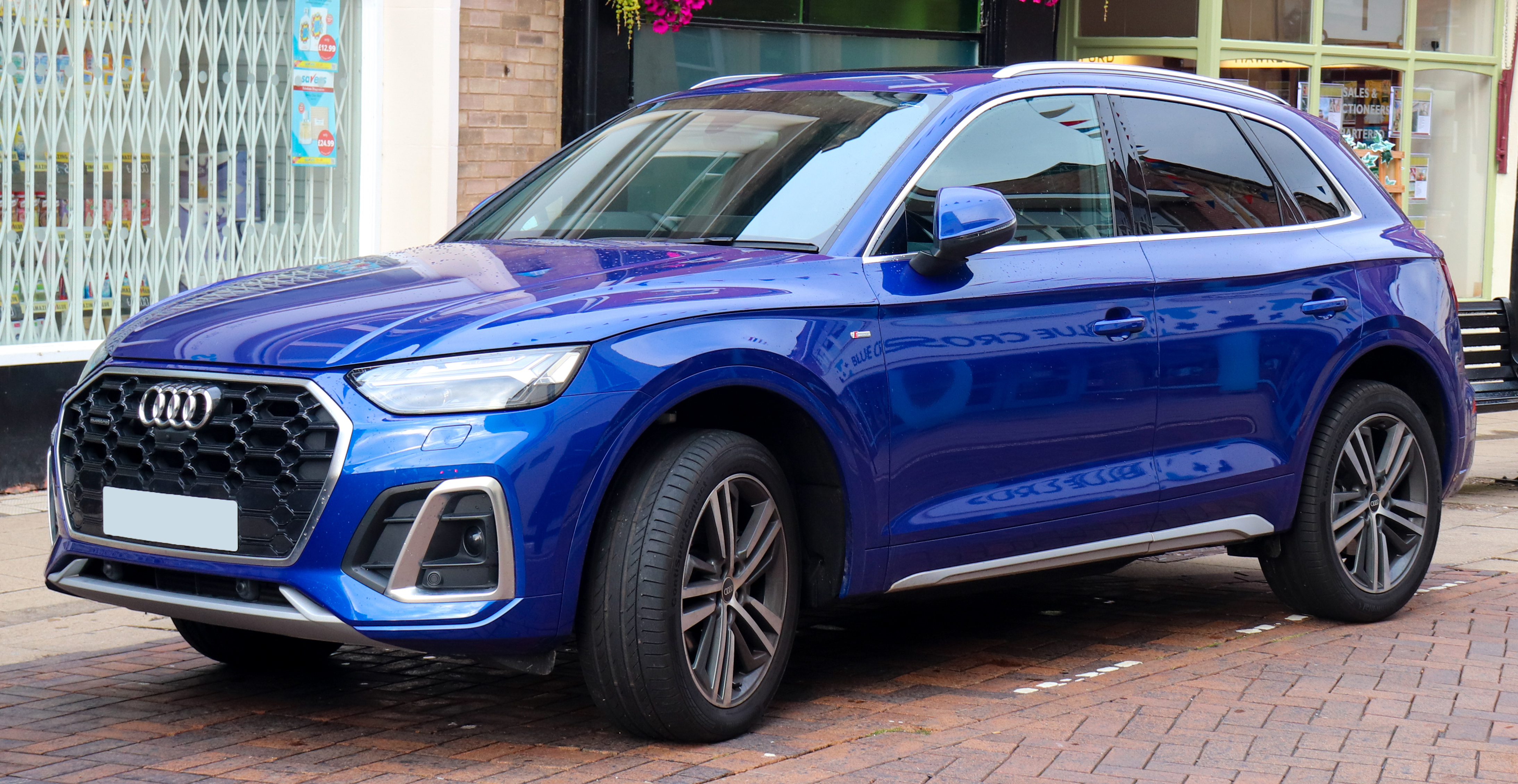
Audi Q5
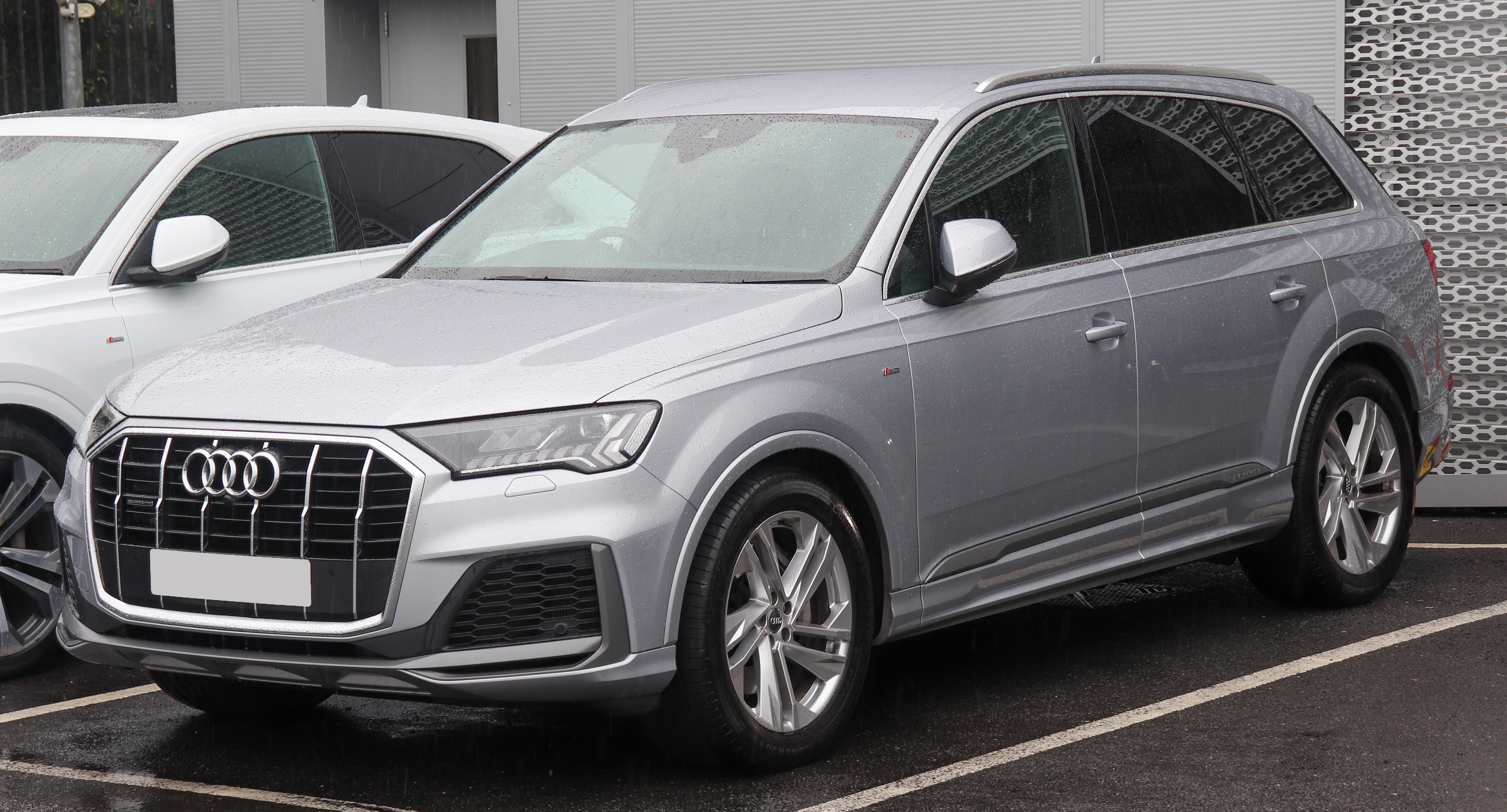
Audi Q7
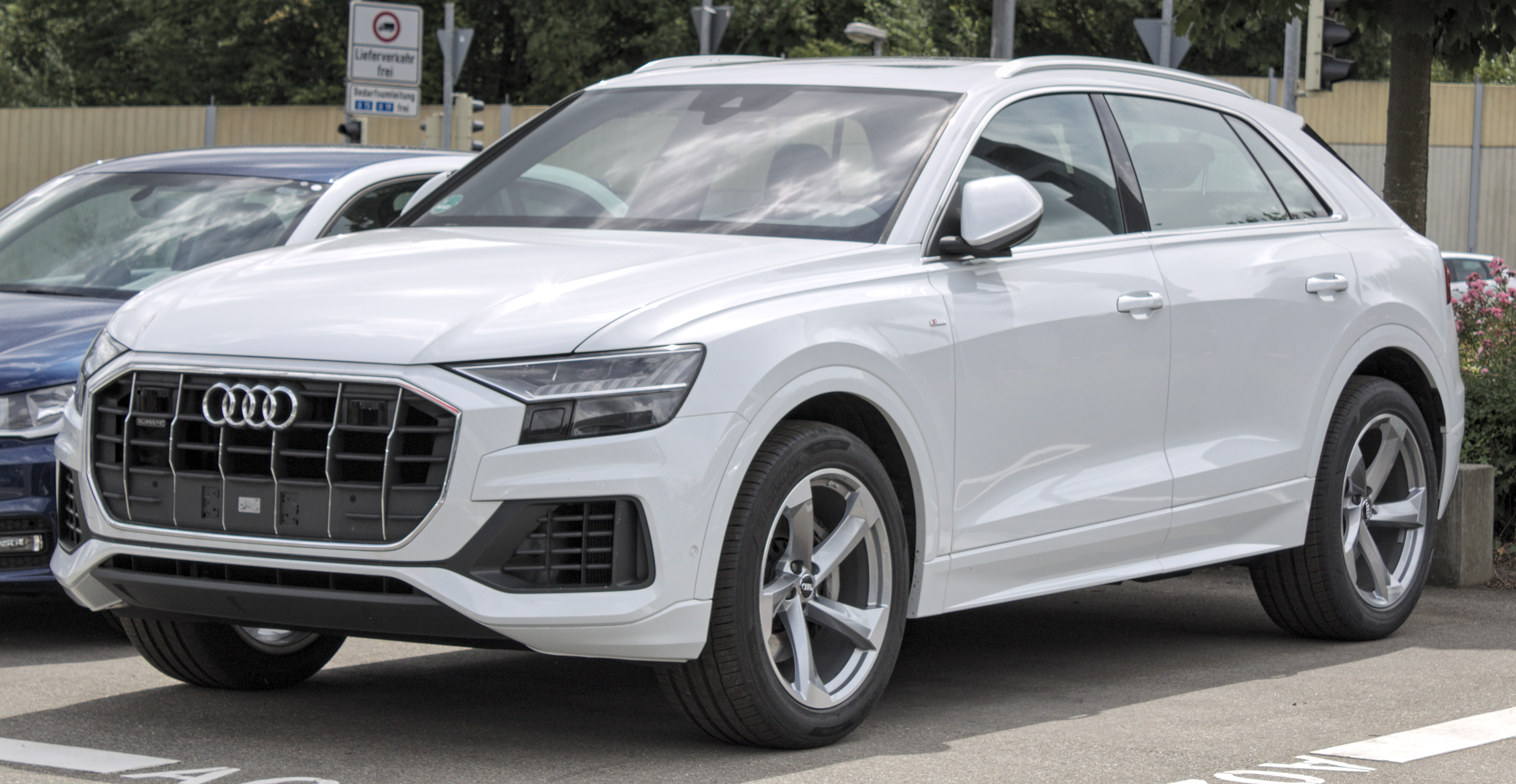
Audi Q8
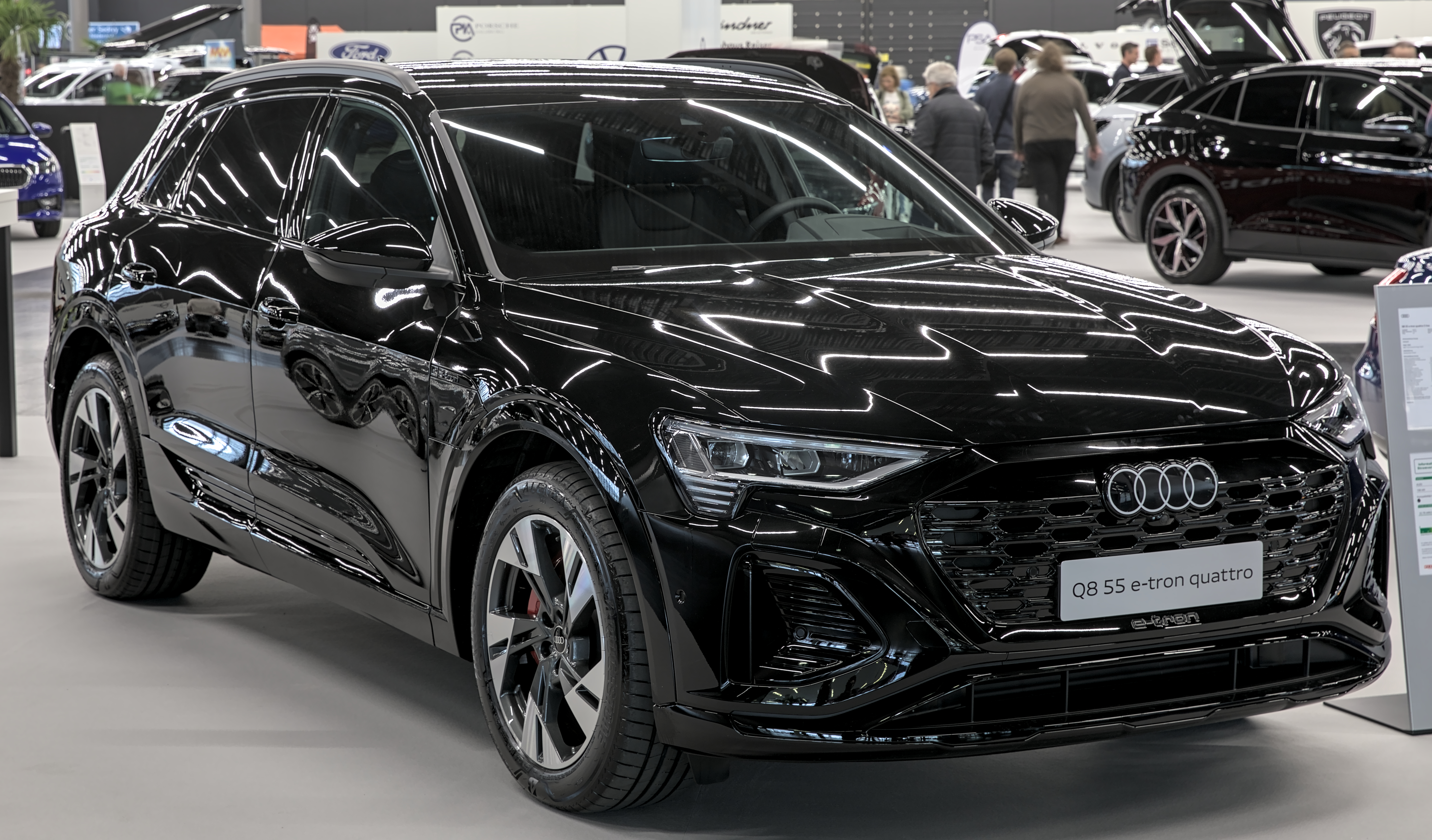
Audi Q8 e-tron
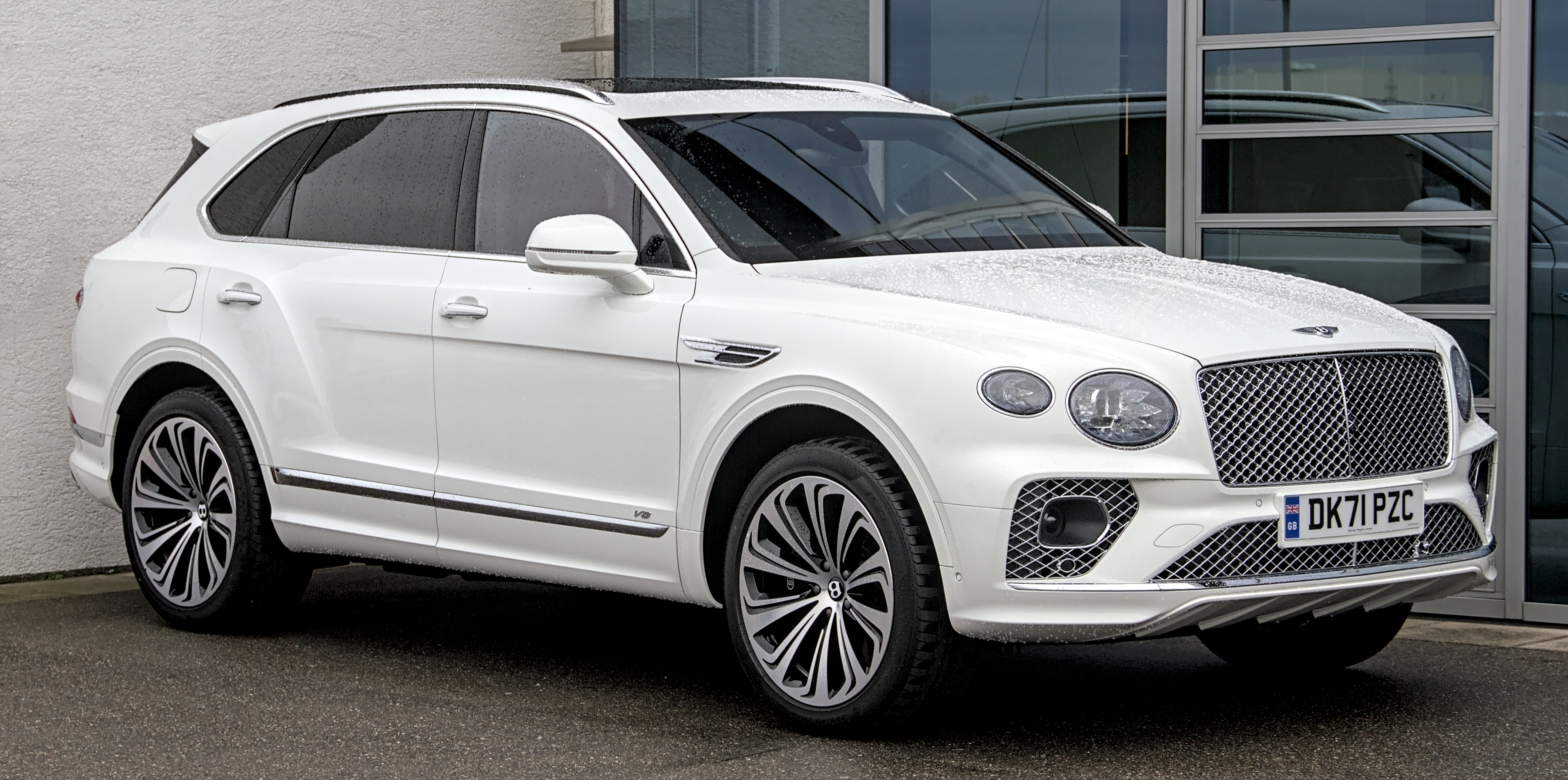
Bentley Bentayga
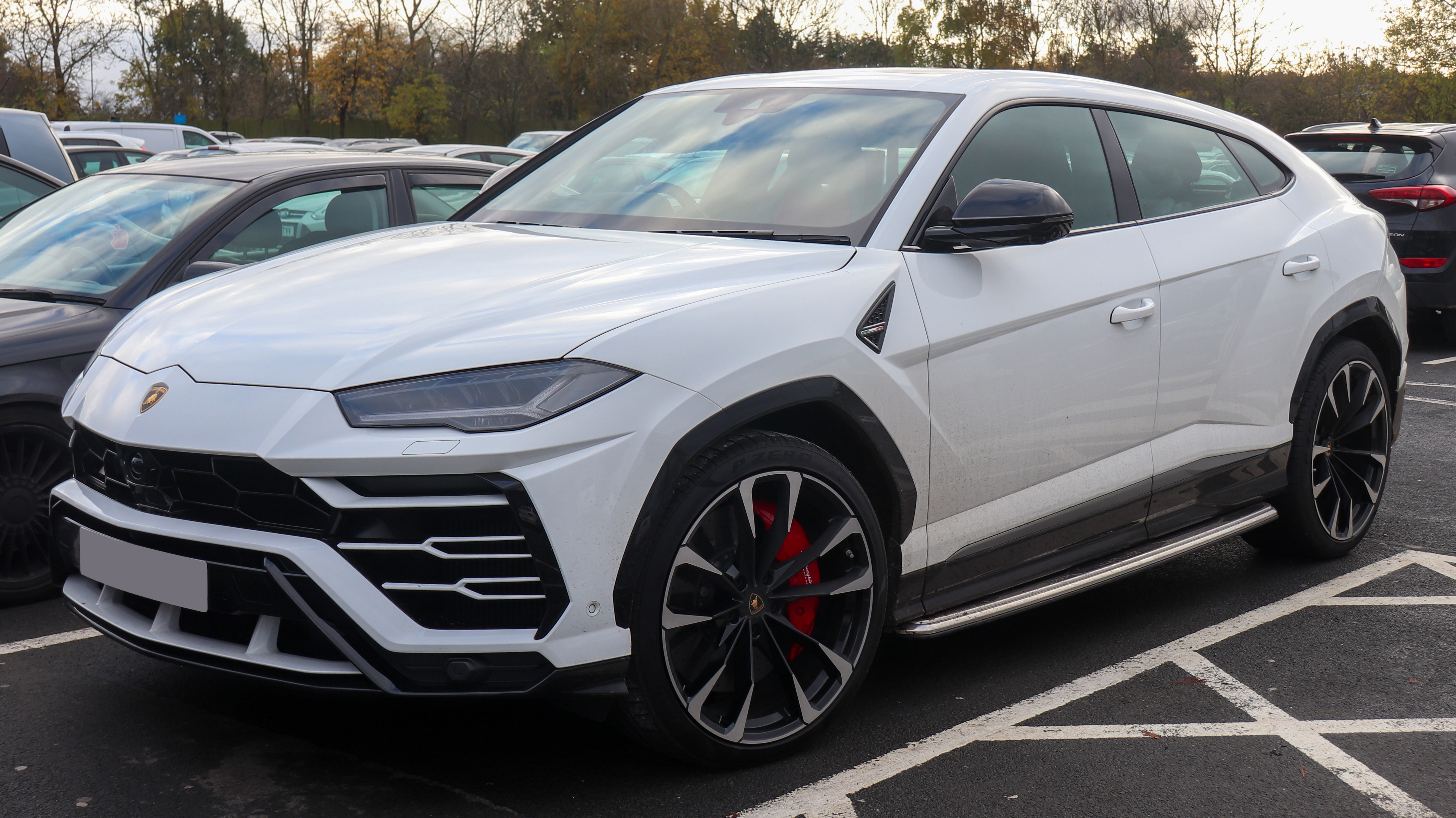
Lamborghini Urus
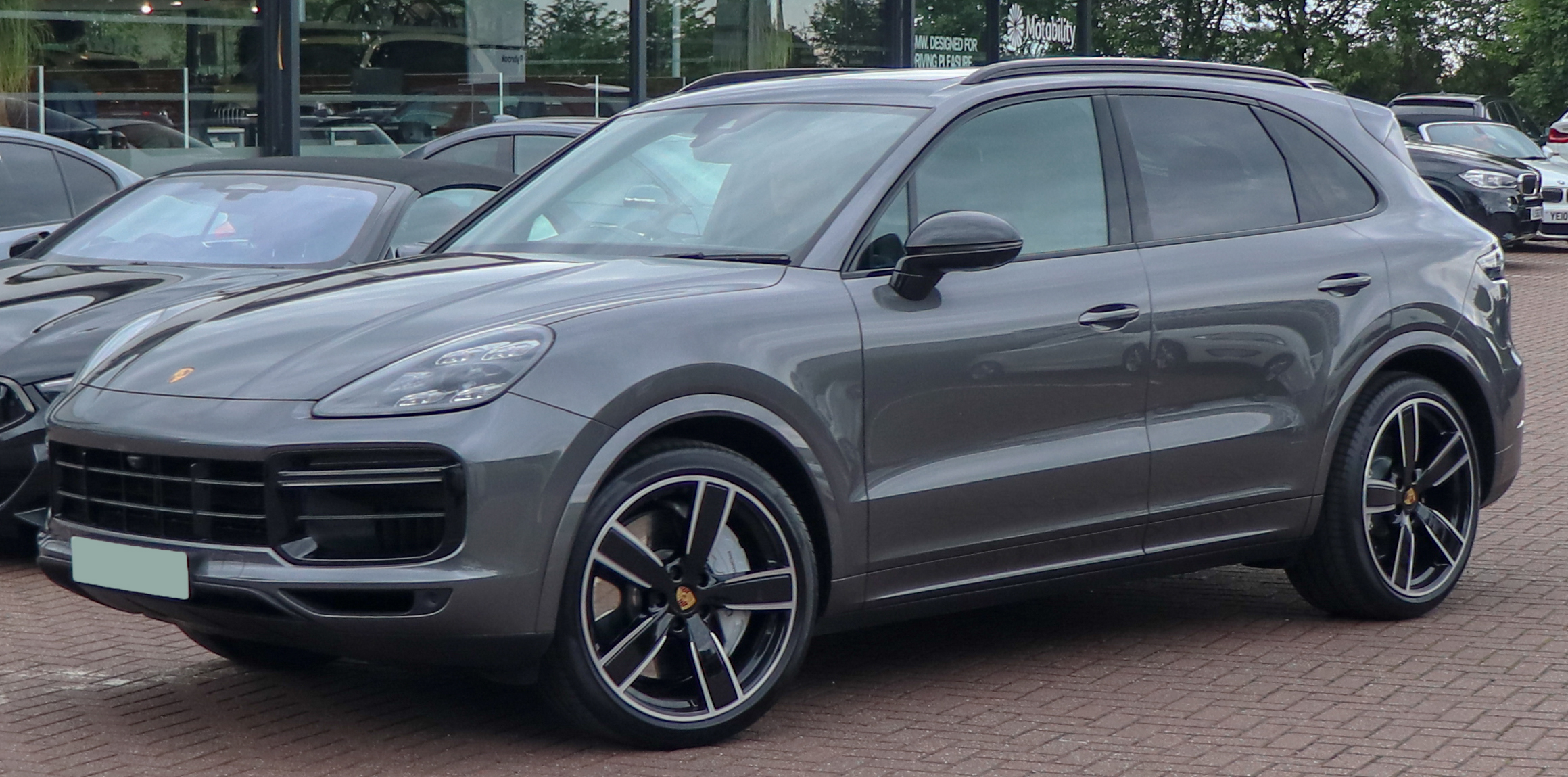
Porsche Cayenne
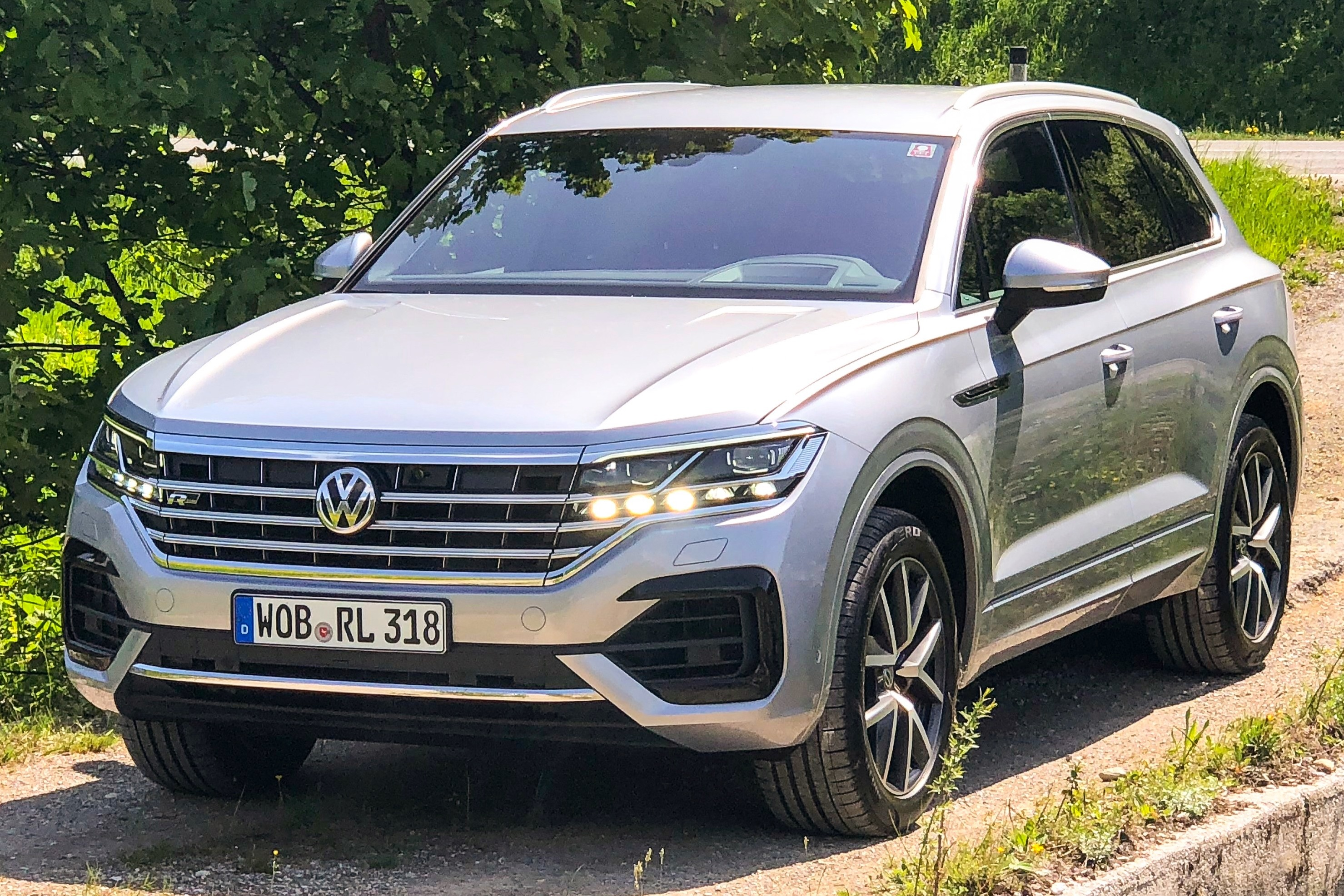
Volkswagen Touareg

## Дивись також
- Volkswagen Group A0 (платформа)
- Платформа Volkswagen Group MQB
- Платформа Volkswagen Group MSB
- Платформа Volkswagen Group MEB
- Платформа Volkswagen Group New Small Family